# Parker (Florida)
Parker es una ciudad ubicada en el condado de Bay en el estado estadounidense de Florida. En el Censo de 2010 tenía una población de 4.317 habitantes y una densidad poblacional de 685,36 personas por km².

## Geografía
Parker se encuentra ubicada en las coordenadas 30°7′46″N 85°36′3″O / 30.12944, -85.60083. Según la Oficina del Censo de los Estados Unidos, Parker tiene una superficie total de 6.3 km², de la cual 4.95 km² corresponden a tierra firme y (21.42%) 1.35 km² es agua.

## Demografía
Según el censo de 2010, había 4.317 personas residiendo en Parker. La densidad de población era de 685,36 hab./km². De los 4.317 habitantes, Parker estaba compuesto por el 78.5% blancos, el 12.49% eran afroamericanos, el 0.9% eran amerindios, el 2.55% eran asiáticos, el 0.02% eran isleños del Pacífico, el 1.2% eran de otras razas y el 4.33% pertenecían a dos o más razas. Del total de la población el 5.58% eran hispanos o latinos de cualquier raza.